# قلعه بابامحمد
قلعه بابامحمد روستایی از توابع بخش مرکزی شهرستان خوانسار در استان اصفهان ایران است.

## جمعیت
این روستا در دهستان چشمه سار قرار دارد و براساس سرشماری مرکز آمار ایران در سال ۱۳۸۵، جمعیت آن ۹۲ نفر (۲۹خانوار) بوده است.

## زبان
مردم این روستا از بازماندگان آذری‌های اران و همدان می‌باشند. مردم این روستا به زبان‌های فارسی و ترکی آذری سخن می‌گویند.